# براسكوس
براسكوس المعروف أيضًا باسم باراشوس ، هو لاعب كرة قدم مصري سابق، ويحمل أيضًا الجنسية اليونانية كان يلعب في مركز حراسة المرمى.

## مسيرته مع الأندية
لعب 12 موسمًا مع نادي أولمبيك القناة من موسم 1955-1956 حتى موسم 1966-1967.

## مسيرته الدولية
كان براسكو هو حارس المرمى الأساسي للمنتخب المصري الذي فاز بأول كأس أمم إفريقيا في التاريخ، حيث لعب في مباراتي فريقه ولم تتلق شباكه سوى هدف واحد والذي كان أمام السودان.

## الإنجازات

### مع منتخب مصر
| اللقب               | الفريق | في      | العام |
| ------------------- | ------ | ------- | ----- |
| كأس الأمم الإفريقية | مصر    | السودان | 1957  |

## روابط خارجية
- الملف الشخصي للاعب في قاعدة بيانات كرة القدم.
- الملف الشخصي للاعب. في "من صفر إلى صفر"
- نتائج وتشكيلات كأس الأمم الإفريقية 1957 في مؤسسة إحصاءات وثيقة لرياضة كرة القدم